# Ernst Härtrich
Ernst Härtrich (* 18. Juli 1871 in Poppenhausen; † 11. Juni 1928 in Würzburg) war ein deutscher Jurist und Politiker (Meininger Bauernverein, Thüringer Landbund). Er war Abgeordneter des Meininger und des Thüringer Landtages. Er war Staatsrat für Meiningen in der Thüringer Landesregierung.

## Leben
Härtrich, Sohn eines Landwirtes, besuchte ab Herbst 1887 das Gymnasium Georgianum Hildburghausen. Dort legte er im Frühjahr 1893 seine Abiturprüfung ab. Ab dem Sommersemester 1893 begann er ein Studium der Rechtswissenschaften an der Universität Jena, jedoch wechselte er bereits zum Wintersemester 1893/94 nach Leipzig. Dort trat er im selben Semester dem Verein Deutscher Studenten (VDSt) bei. Im Wintersemester 1894/95 war er Vorsitzender des VDSt Leipzig. Am 4. Juli 1896 bestand er das Referendarsexamen, am 11. Juli 1896 promovierte er. Ab dem 13. August 1896 war er Referendar in Hildburghausen. Zwischen Oktober 1896 und September 1897 war er Einjährig-Freiwilliger beim Hessischen Jägerbataillon Nr. 11 in Marburg. Ab April 1899 war Härtrich Referendar bei der Staatsanwaltschaft am Landgericht Meiningen, später Referendar in Jena. Am 7. Februar bestand Härtrich das Assessorexamen und wirkte anschließend bis 1905 als Gerichtsassessor im Herzogtum Sachsen-Meiningen. Ab 1905 arbeitete er als Rechtsanwalt und Notar in Meiningen. 
Im Ersten Weltkrieg diente er zunächst als Oberleutnant im Landwehr-Infanterie-Regiment Nr. 32, später als Hauptmann des Landwehr-Infanterie-Regiments Nr. 115 an der Westfront und in Mazedonien. Wegen eines Herzleidens, das er sich während des Krieges zugezogen hatte, diente er später bei den Besatzungstruppen in Belgien, in Serbien sowie in Russland. Zuletzt diente er beim Ersatzbataillon in Mühlhausen/Thüringen.
Vom 1. Januar 1914 bis April 1919 war Härtrich Mitglied des Meininger Gemeinderates. 1916 wurde er im Wahlkreis Meiningen-Hildburghausen für die Nationalliberalen in den Landtag von Sachsen-Meiningen gewählt. 1919 wurde er für den von ihm mitbegründeten Meininger Bauernverein in den Landtag des Freistaates Sachsen-Meiningen gewählt. 
Vom 16. Dezember 1919 bis zum 20. Juli 1920 gehörte er für die DNVP dem Volksrat von Thüringen als Abgeordneter des Freistaates Sachsen-Meiningen an. Er wandte sich dort gegen den Anschluss von Meiningen an Groß-Thüringen.
Nachdem das Land Thüringen am 1. Mai 1920 aus einem Zusammenschluss der thüringischen Freistaaten entstanden war, wurde Härtrich am 20. Juni 1920 für den Wahlkreis Sachsen-Meiningen in den Landtag von Thüringen gewählt. Er war dort bis zum 30. Juli 1921 Abgeordneter des von ihm mitbegründeten Thüringer Landbundes. 
Vom 15. April 1924 bis zum 12. Dezember 1925 war Härtich als Staatsrat (Minister ohne Geschäftsbereich) Mitglied der Thüringer Landesregierung. Er vertrat dort den ehemaligen Freistaat Meiningen. Aus gesundheitlichen Gründen zog er sich anschließend aus der Politik zurück, betätigte sich jedoch weiterhin in der Meininger Landwirtschaftskammer, der er von 1920 bis zu seinem Tod angehörte.
Härtrich verstarb am 11. Juni 1928 im Luitpold-Krankenhaus Würzburg, wo er sein Herzleiden behandeln lassen wollte.

## Auszeichnungen
- Eisernes Kreuz II. Klasse (1915)
- Sachsen-Meiningsches Ehrenkreuz für Verdienst im Krieg (1915)